# Gornau/Erzgeb.
Gornau/Erzgeb., Gornau/Erzgebirge – gmina w Niemczech, w kraju związkowym Saksonia, w okręgu administracyjnym Chemnitz, w powiecie Erzgebirgskreis, wchodzi w skład wspólnoty administracyjnej Zschopau.